# Magpa
Magpa (nep. माक्पा) – gaun wikas samiti we wschodniej części Nepalu w strefie Sagarmatha w dystrykcie Khotang. Według nepalskiego spisu powszechnego z 2001 roku liczył on 454 gospodarstw domowych i 2238 mieszkańców (1155 kobiet i 1083 mężczyzn).